# رون ديفيز (سياسي أسترالي)
رون ديفيز (بالإنجليزية: Ron Davies)‏ هو نقابي وسياسي أسترالي، ولد في 11 أبريل 1926، وتوفي في 24 يوليو 2011. حزبياً، نشط في حزب العمال الأسترالي. وقد انتخب عضو الجمعية التشريعية لأستراليا الغربية.